# Dichagyris herzi
Dichagyris herzi är en fjärilsart som beskrevs av Igor Kozhanchikov 1930. Dichagyris herzi ingår i släktet Dichagyris och familjen nattflyn. Inga underarter finns listade i Catalogue of Life.